# 佐藤光司
佐藤 光司（さとう こうじ、1961年7月11日- ）は、日本の実業家。元日立金属（現：プロテリアル）取締役代表執行役社長。

## 来歴
大阪府出身。京都大学大学院修士課程修了。カリフォルニア大学バークレー校工学部材料科学科博士課程修了。
1987年日立金属入社。2011年日本エアロフォージ代表取締役社長。2014年日立金属冶金研究所長。2016年日立金属安来工場長。2017年日立金属執行役。2018年日立金属執行役常務。
2019年日立金属取締役代表執行役社長。
社長就任後はキャッシュ・フローの改善と資本効率向上に取り組み、経営指標として ROIC（投下資本利益率） を新たに導入。従来減損計上を伴う構造改革を忌避する傾向にあった日立金属において損益数値以上にキャッシュフローを重視すべきと説き、投下資本の適正管理並びに構造改革を重視する方向に舵を切った。こうした取り組みにより社長就任初年度である2019 年度にフリー・キャッシュ・ フローが大きく改善してプラスに転じ(前年度まで2年連続でマイナスであった)、株価も急回復した。
2020年に、日立金属内で30年来続いた特殊鋼などの製品検査不正問題が表面化して引責辞任に追い込まれた。皮肉なことに、当該不正行為を継続する事に断固反対して調査・解決に最も注力したのが佐藤氏であった。